# Platja de la Riera (Cambrils)
La platja de la Riera és una platja urbana del municipi de Cambrils (Baix Camp) situada a la desembocadura de la riera d'Alforja. Limita a ponent amb la platja de l'Horta de Santa Maria i a llevant amb l'escullera del Port de Cambrils. Orientada al sud-sud-est, està flanquejada per un parc arbrat i el passeig marítim. Té una longitud de 224 metres i una amplada mitjana de 61 metres, formada per sorra gruixuda i còdols. La platja es va formar arrel de la rierada històrica de 1994, que va arrossegar gran quantitat de sorra i sediments. Els temporals de llevant s'emporten la sorra a l'hivern, per la qual cosa cal anar reposant-la. Disposa d'un espai delimitat pels gossos. L'Agència Catalana de l'Aigua efectua un control quinzenal de la qualitat de l'aigua, durant la temporada de bany, amb el resultat d'excel·lent en 2023.